# Eros-Feste
Die Eros-Feste, offiziell nur Aussichtspunkt (englisch Look-Out Post), ist die Ruine eines militärischen Lagers in den Erosbergen unweit nordöstlich von Windhoek in Namibia. Es zählt zu den zahlreichen um 1893 von der Schutztruppe errichteten Anlagen dieser Zeit. Sie ist im Aufbau ähnlich der Curt von François-Feste.
Unweit von dem Aussichtspunkt befindet sich der Wasserfall (englisch Waterfall). Dieser diente als wichtiger Versorgungspunkt für Mensch und Vieh zu Zeiten Deutsch-Südwestafrikas.